# Bignonieae
Bignonieae Dumort, 1829 è una tribù di piante Spermatofite Dicotiledoni appartenenti alla famiglia Bignoniaceae (ordine delle Lamiales.

## Etimologia
Il nome della tribù deriva dal suo genere più importante (Bignonia L., 1753) la cui etimologia deriva dalla dedica fatta nel 1694 dal botanico Joseph Pitton de Tournefort (1656 - 1708) al suo protettore, il bibliotecario di corte di Luigi XV e oratore sacro, abate Jean-Paul Bignon (Parigi 1662 - 1743). Il nome scientifico della tribù è stato definito per la prima volta dal botanico, naturalista e politico belga Barthélemy Charles Joseph Dumortier (Tournai, 3 aprile 1797 – 9 giugno 1878) nella pubblicazione "Analyse des Familles de Plantes: avec l'indication des principaux genres qui s'y rattachent. Tournay" (Anal. Fam. Pl. 23.) del 1829.

## Descrizione

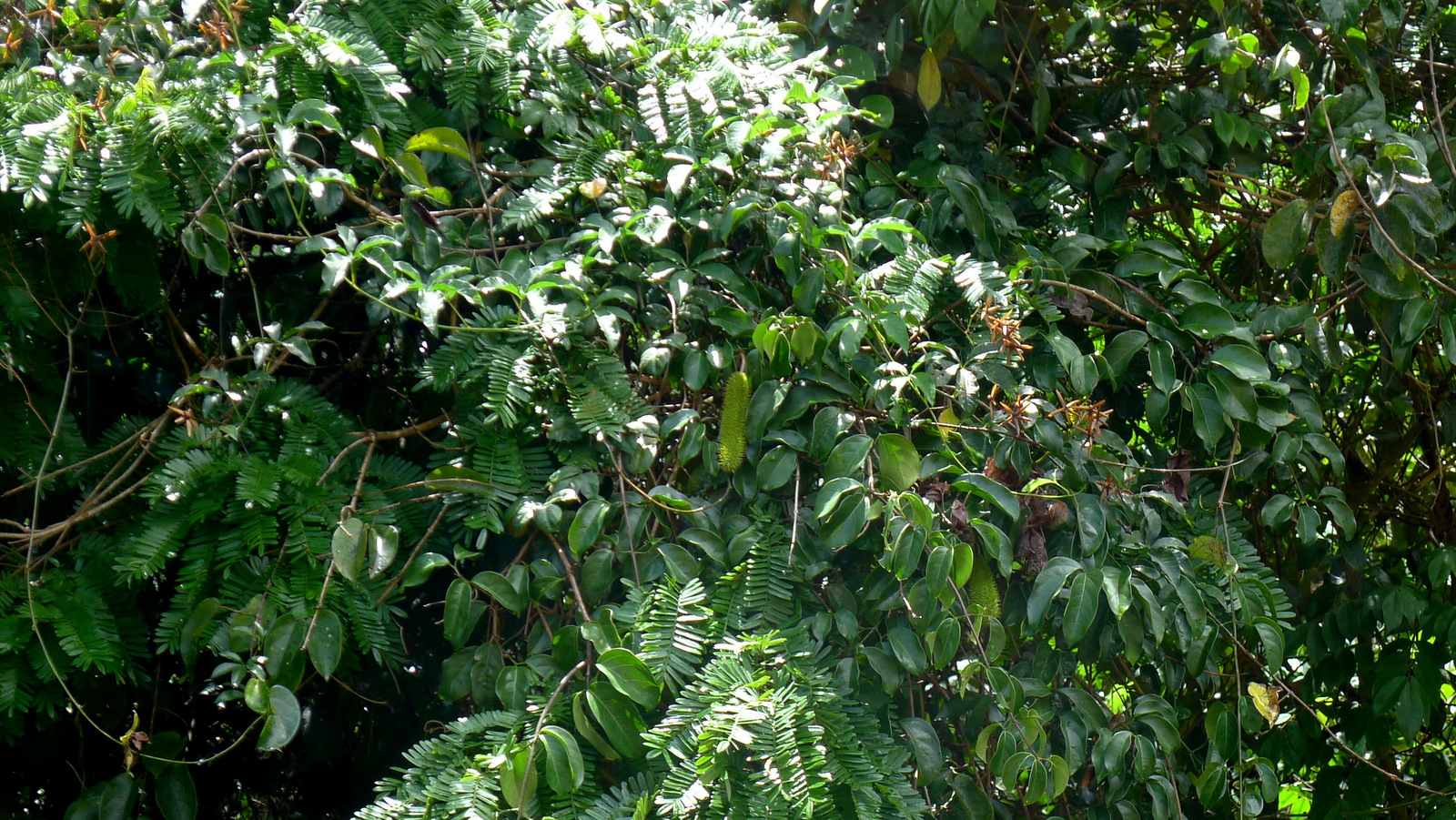
Bignonia sciuripabula - Il portamento

- La maggior parte delle piante di questa tribù hanno un portamento lianoso a struttura vascolare (raramente sono arbusti o alberi). Alcune specie presentano un certo dimorfismo tra la crescita giovanile e l'età adulta. Possono essere presenti delle ghiandole tra i piccioli, come anche delle increspature, oppure delle pseudo-stipole fogliacee a forma subulata. Le liane di questo gruppo sono caratterizzate da un accrescimento secondario particolare per cui al loro interno si formano dei cilindri xilematici a più lobi, generalmente quattro (in sezione trasversale sono dei cunei la cui punta è rivolta verso il centro) fino al massimo 32. Sono presenti anche iridoidi e glicosidi fenolici.[2][3][4][5]

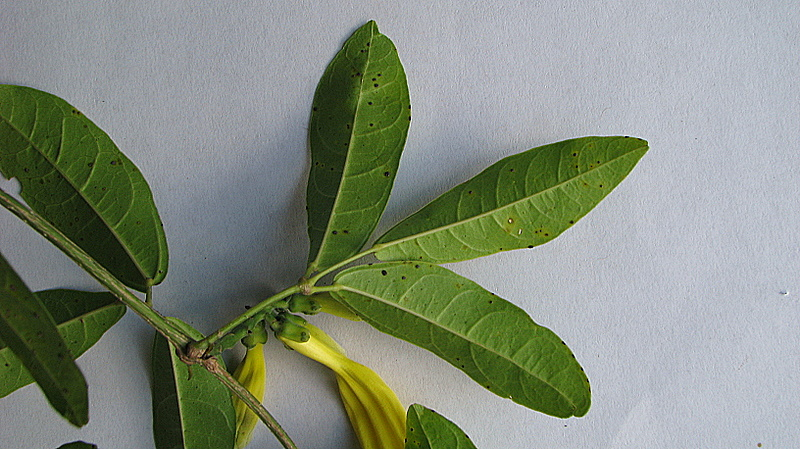
Adenocalymma coriaceum - Le foglie

- Le foglie lungo il caule in genere sono a disposizione opposta, hanno delle forme pennate (raramente sono a contorno intero) di tipo a 2 - 5 segmenti; in particolare possono essere biternate e pennate (il picciolo si divide in tre subpiccioli ognuno dei quali è diviso ancora in tre parti e ogni parte sottende una fogliolina pennata due volte). Le foglie all'apice terminano con un lobo spesso metamorfizzato in un viticcio o cirro utile al portamento rampicante delle piante; il viticcio può essere semplice, bifido, trifido o multifido con o senza dischi terminali adesivi.

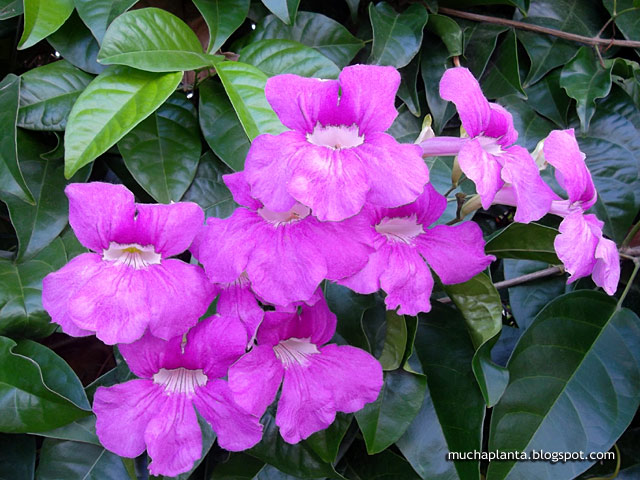
Phryganocydia corymbosa - L'infiorescenza

- Le infiorescenze in genere sono costituite da pochi fiori su strutture di tipo cimoso, racemoso, tirsoide o corimboso sia terminale che ascellare.

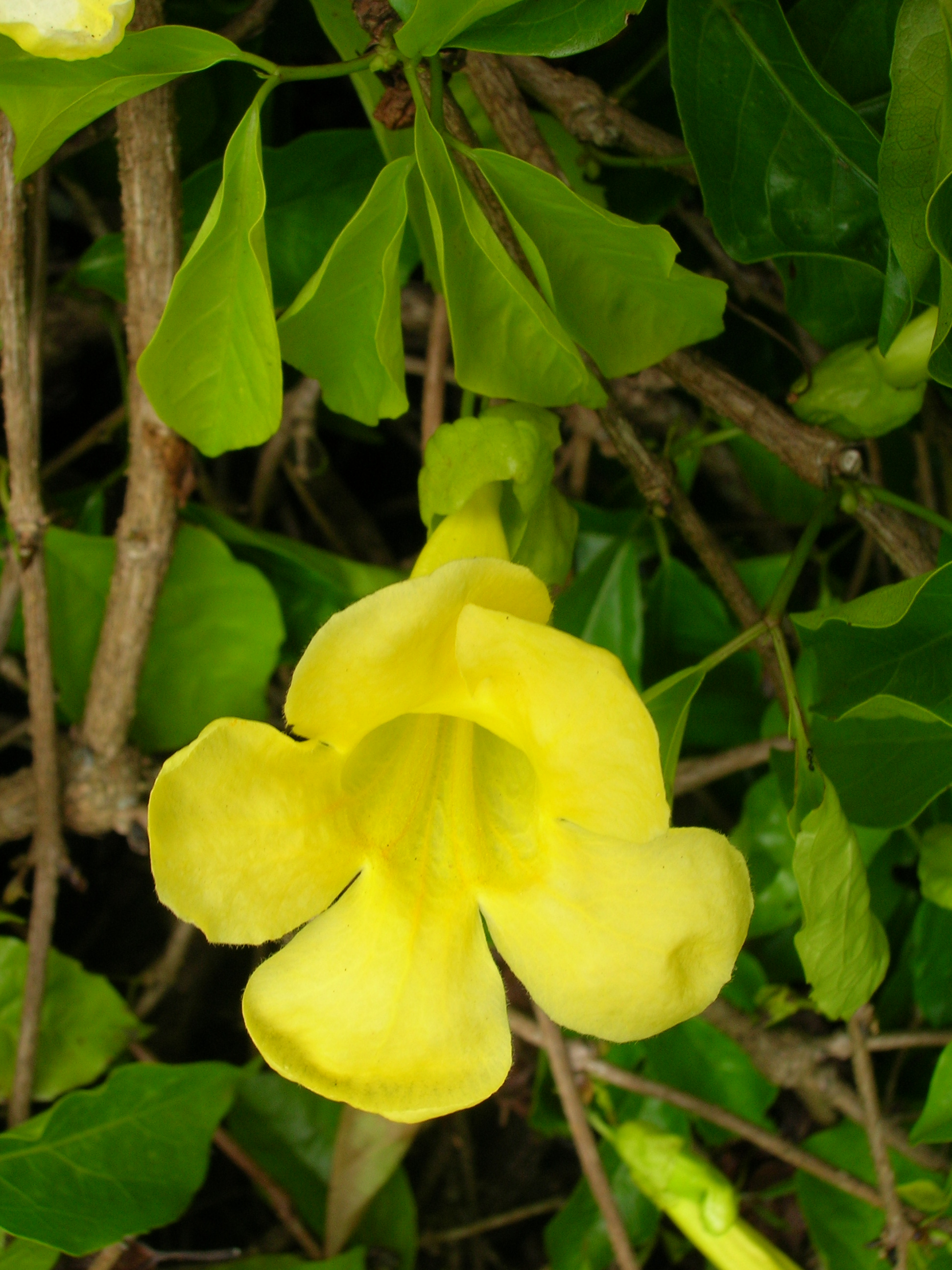
Dolichandra unguis-cati - Il fiore

- I fiori sono ermafroditi, zigomorfi e tetraciclici (ossia formati da 4 verticilli: calice– corolla – androceo – gineceo) e più o meno pentameri (ogni verticillo ha 5 elementi). In genere i fiori di questa tribù sono grandi e vistosi a forma tubulosa o campanulata.

- Formula fiorale: per queste piante viene indicata la seguente formula fiorale:

* K (5), [C (2 + 3), A (2 + 2 + 1)], G (2), supero, capsula
- Il calice, gamosepalo, è composto da 5 sepali connati terminanti in 5 brevissimi denti (a volte assenti oppure presenti solo due o tre o quattro). Sono presenti calici di tipo spatiforme aperti da un lato o circondanti il fiore.

- La corolla, gamopetala, è composta da 5 petali connati ed embricati; la parte apicale della corolla in genere è bilabiata.

- L'androceo è formata da 4 stami didinami con antere a due teche, diritte o divaricate e sagittate; i filamenti degli stami sono attaccati (adnati) al tubo corollino. Può essere presente un quinto stame sterile (staminoide). I granuli pollinici sono di vario tipo, in alcuni casi sono dispersi in tetradi o poliadi.

- Il gineceo ha un ovario supero bicarpellare (biloculare) con placentazione assile, ossia sono presenti due placente con un setto separatore centrale. Il nettare forma un anello discoide attorno all'ovario. Lo stilo è bilobato (a 2 stigmi sensitivi che si chiudono immediatamente a contatto con l'impollinatore). Gli ovuli sono da uno a numerosi e in genere di tipo anatropo; hanno un tegumento e sono tenuinucellati (con la nocella, stadio primordiale dell'ovulo, ridotta a poche cellule).

- I frutti sono delle capsule con deiscenza parallela, bivalve oppure a 4 valve. I semi sono usualmente piatti e alati (per la dispersione anemocora), privi di endosperma. I cotiledoni sono profondamente bilobati.

## Riproduzione
- Impollinazione: l'impollinazione avviene tramite insetti come le api/farfalle/lepidotteri (impollinazione entomogama) oppure uccelli (impollinazione ornitogama) oppure pipistrelli (impollinazione chirotterogama).
- Riproduzione: la fecondazione avviene fondamentalmente tramite l'impollinazione dei fiori (vedi sopra).
- Dispersione: i semi cadendo (dopo aver eventualmente percorso alcuni metri a causa del vento - dispersione anemocora) a terra sono dispersi soprattutto da insetti tipo formiche (disseminazione mirmecoria).

## Distribuzione e habitat
La distribuzione di questa tribù è soprattutto neotropicale (una specie vive nel Nord America: Bignonia capreolata L.). Nessuna specie è presente in Europa. L'habitat tipico per le specie di questa tribù varia dalla savane asciutte alle foreste umide.

## Tassonomia
La famiglia di appartenenza di questa tribù (Bignoniaceae) comprende circa 850 specie con oltre un centinaio di generi con una distribuzione soprattutto neotropicale (solo poche specie di questa famiglia: 2 - 3 sono presenti nella flora spontanea italiana). La tribù Bignonieae è una delle otto tribù nella quale attualmente è suddivisa la famiglia e comprende 21 generi con 393 specie, rappresenta quindi quasi la metà della famiglia.

### Filogenesi

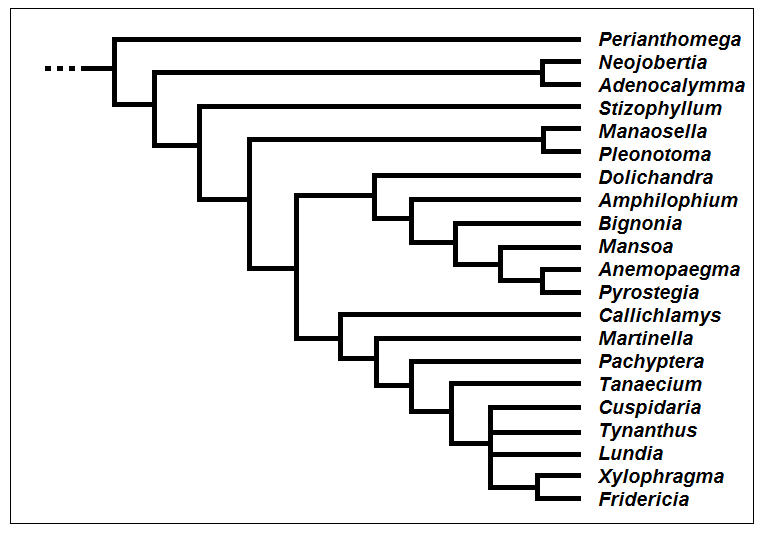
Cladogramma della tribù

Una recente ricerca di tipo filogenetico ha suddiviso la famiglia in 8 cladi principali. La tribù Bignonieae ha una posizione centrale nella famiglia: è "gruppo fratello" del "core" delle Bignoniaceae formato dai tre gruppi Catalpeae/Oroxyleae, "Tabebuia alleanza" e il "Clade paleotropicale". Questa tribù è fortemente monofiletica specialmente dopo l'inclusione del genere Perianthomega (in precedenza incluso nelle Tecomeae). Inoltre dal genere Mansoa sono state separate alcune specie incluse ora nel genere Pachyptera.
Le principali sinapomorfie morfologiche della tribù sono i segmenti delle foglie trasformati in viticci adesivi e la particolare anatomia dei cauli per la presenza di cilindri xilematici a più lobi (da 4 a 32). La probabile età di formazione di questa tribù è intorno ai 50 milioni di anni fa.
All'interno della tribù i 21 generi risultano monofiletici con la massima concentrazione di specie nei generi Adenocalymma, Amphilophium, Anemopaegma, Bignonia e Fridericia. Il cladogramma a lato tratto dallo studio citato mostra la struttura filogenetica interna della tribù relativamente ai vari generi.

### Descrizione dei generi della tribù
Elenco dei generi attualmente descritti all'interno della tribù.
| Genere                               | Nr. specie                                    | Distribuzione                                                            | Caratteri principali |
| ------------------------------------ | --------------------------------------------- | ------------------------------------------------------------------------ | --- |
| Adenocalymma Mart. ex Meins., 1840   | 82                                            | America tropicale                                                        | Portamento a liana con xilema a 4 cunei; foglie a 2 - 3 segmenti biternati, o biternato-pennate con viticci semplici; infiorescenza a racemi ascellari o terminali; calice tubulare; corolla gialla (o bianca o rossa) diritta da tubulare a campanulata con superficie pubescente; capsule lineari o ellittiche (non piatte), legnose con superficie liscia. |
| Amphilophium Kunth, 1818             | 47                                            | Dal Messico e dalle Indie occidentali fino all'Argentina e Perù          | Portamento a liana con xilema a cunei multipli di 4; foglie a 2 - 3 segmenti con viticci trifidi; infiorescenza tirsoide o racemosa; calice cupuliforme; corolla tubulare diritta colore giallo (o crema o purpurea) con superficie pubescente; capsule oblungo-ellittiche, piatte, legnose con superficie tubercolata. |
| Anemopaegma Mart. ex Meins., 1840    | 45                                            | Dal Messico al Brasile e Argentina                                       | Portamento arbustivo o lianoso con xilema a cunei multipli di 4; foglie a 2 - 5 segmenti con viticci trifidi; infiorescenza a racemi ascellari o terminali; calice cupuliforme e membranoso; corolla diritta a forma da tubulare a campanulata e colorata di giallo (da brillante a pallido) con superficie pubescente; capsule da ellittiche a orbicolari stipitate con superficie liscia.                                                                      |
| Bignonia L., 1753                    | 28                                            | Nord America (meridionale) e dal Messico all'Uruguay                     | Portamento lianoso con xilema a cunei multipli di 4; foglie a 2 - 3 segmenti con viticci semplici; infiorescenza a tirso o racemo o fascicolata; calice da cupuliforme a tubuloso con denti irregolari; corolla tubulare incurvata colorata esternamente da rosso opaco a arancio, internamente giallo con superficie da pubescente a villosa; capsule elongate, lineari, piatte, legnose con superficie liscia o tubercolata o echinata.                        |
| Callichlamys Miq., 1977              | Una_specie: C. latifolia (L. Rich.) K. Schum. | Dal Messico al Brasile                                                   | Portamento lianoso (inizialmente arbustivo) con xilema a 4 cunei; foglie a 2 - 3 segmenti con viticci semplici: infiorescenza di corti racemi ascellari (1 - 12 fiori); calice spatiforme con denti irregolari; corolla campanulata con tubo contratto colorata di giallo con superficie pubescente; capsule oblungo-ellittiche piatte, legnose con superficie liscia.                                                                                           |
| Cuspidaria DC., 1864                 | 19                                            | America tropicale da Panama al Brasile (Amazzonia) fino all'Argentina    | Portamento lianoso con xilema a 4 cunei; foglie da contorno continuo a 2 - 3 segmenti anche di tipo biternato con viticci semplici; infiorescenza tirsoide ascellare o terminale; calice cupuliforme membranoso; corolla da tubulare a campanulata, diritta e membranosa colorata da crema a giallo pallido o magenta con superficie glabra o villosa; capsule oblungo-lineari, leggermente piatte, legnose con superficie liscia e con due rigonfiamenti o ali. |
| Dolichandra Cham., 1831              | 8                                             | Dal Messico all'Argentina, Paraguay, Uruguay e Brasile (meridionale)     | Portamento lianoso con xilema multilobato; foglie a 2 - 3 segmenti con viticci trifidi simili ad artigli di gatto; infiorescenze lasse ascellari di tipo tirsoide; calice spatiforme con 2 lobi; corolla rossa, tubulare, membranosa con superficie glabra; capsule oblungo-ellittiche, piatte, coriacee a 4 parti con superficie liscia, tubercolata o alata.                                                                                                   |
| Fridericia Mart., 1827               | 67                                            | Dal Messico al Brasile e Argentina                                       | Portamento lianoso con xilema a 4 cunei; foglie a 1 - 2 - 3 segmenti con viticci semplici; infiorescenza terminale tirsoide; calice a forma urceolata e dilatata; corolla tubulare diritta con lobi subuguali da rosa a lilla con superficie villosa; capsule oblungo-lineari, piatte, subtetragonali con superficie liscia. |
| Lundia DC., 1838                     | 13                                            | Dal Guatemala al Brasile e Bolivia                                       | Portamento lianoso con xilema a 4 cunei; foglie a 2 - 3 segmenti con viticci semplici o trifidi; infiorescenza tirsoide ascellare o terminale; calice a cappuccio o cupuliforme bilabiato, membranoso; corolla diritta da tubulare a campanulata, da membranosa a coriacea, colorata da bianco a magenta con superficie villosa; capsule oblungo-lineari, piatte, legnose con evidenti nervi mediani e superficie liscia.                                        |
| Manaosella J.C. Gomes,1949           | Una specie: M. cordifolia (DC.) A.H. Gentry   | Venezuela, Bolivia e Brasile                                             | Portamento lianoso con xilema a 4 cunei; foglie a 2 - 3 segmenti con viticci multifidi; infiorescenza lassa a racemi ascellari; calice spatiforme e membranoso, diviso a metà della lunghezza; corolla da tubulare a campanulata, colorata da giallo a magenta o verdastro con superficie glabra; capsule oblungo-lineari, piatte e legnose con superficie liscia.                                                                                               |
| Mansôa DC., 1838                     | 12                                            | Dal Messico (meridionale) all'Argentina e Brasile                        | Portamento lianoso con xilema a cunei multipli di 4: foglie a 2 - 3 segmenti con viticci trifidi; infiorescenza tirsoide ascellare lassa; calice da cupuliforme a tubulare-campanulato con 5 denti a consistenza cartacea; corolla membranosa, diritta da tubulare a campanulata colorata di magenta con superficie pubescente; capsule oblungo-lineari, piatte, legnose, da lisce a fortemente tubercolate e con increspature superficiali.                     |
| Martinella Baill., 1888              | 2                                             | Dal Messico (meridionale) alla Bolivia e Brasile                         | Portamento lianoso con xilema a 4 cunei; foglie a 2 - 3 segmenti con viticci trifidi; infiorescenza a tirsi ascellari; calice da tubulare a campanulato, bilobo o irregolarmente 3-4-lobato a consistenza membranosa; corolla diritta da tubulare a campanulata, membranosa e colorata di rosso vino con superficie glabra; capsule a forma lineare e fortemente piatte e legnose con superficie liscia.                                                         |
| Neojobertia Baill., 1888             | 2                                             | Brasile                                                                  | Portamento lianoso con xilema a 4 cunei; foglie di tipo biternato o biternato-pennate con viticci sia trifidi che multifidi; infiorescenza a racemo alla base e a tirso all'apice; calice spatiforme membranoso; corolla diritta da tubulare a campanulata, membranosa colorata di giallo con superficie glabra; capsule lineari, piatte e legnose con superficie liscia.                                                                                        |
| Pachyptera DC. ex Maisn., 1840       | 4                                             | Dal Messico (meridionale) all'Argentina e Brasile                        | Portamento lianoso con xilema a 4 cunei; foglie a 2 - 3 segmenti con viticci trifidi; infiorescenza a racemo ascellare lassa; calice da cupuliforme a tubulare-campanulato con 5 denti a consistenza cartacea; corolla membranosa, diritta da tubulare a campanulata colorata di bianco con superficie villosa; capsule oblungo-lineari, piatte, legnose e da fortemente tubercolate a superficie liscia.                                                        |
| Perianthomega Bureau ex Baill., 1888 | Un specie: P. vellozoi Bureau                 | Brasile (meridionale), Bolivia (meridionale) e Paraguay (settentrionale) | Portamento lianoso con xilema a 4 cunei; foglie disposte in modo opposto e biternatre (o anche triternate) con viticci semplici; infiorescenza lassa a racemi terminali; calice ampiamente campanulato con 5 brevi denti; corolla da tubulare a campanulata colorata da bianco a crema con superficie glabra; capsule lineari con superficie liscia e non sottese dal calice.                                                                                    |
| Pleonotoma Miers, 1863               | 17                                            | Dalla Costa Rica all'Argentina                                           | Portamento lianoso con xilema a 4 cunei; foglie biternate o triternate oppure 2-pennate o 3-pennate con viticci trifidi; infiorescenza lassa a racemi terminali o ascellari; calice cupuliforme troncato con bordi denticolati; corolla diritta da strettamente campanulata a forma di imbuto, colorata da bianco a crema con superficie da glabra a pubescente; capsule piatte da elongato-lineari a elongato-oblunghe con superficie liscia.                   |
| Pyrostegia C. Presl., 1845           | 2                                             | Sud America tropicale                                                    | Portamento lianoso con xilema a cunei multipli di 4; foglie con 2 - 3 segmenti con viticci trifidi; infiorescenza lassa a corimbo; calice cupuliforme troncato con 5 bervi denti; corolla diritta da strettamente tubulare a campanulata, membranosa e colorata di arancio-rosso con superficie pubescente; capsule lineari e piatte con superficie liscia. |
| Stizophyllum Miers, 1863             | 3                                             | Dal Messico (meridionale) alla Bolivia                                   | Portamento lianoso con xilema a 4 cunei; foglie a 2 - 3 segmenti con viticci trifidi; infiorescenza lassa a racemi terminali; calice membranoso, campanulato a volte gonfiato (urceolato) e irregolarmente da bilabiato a 5 lobi; corolla diritta da tubulare a campanulata, membranosa e colorata da bianco a magenta con superficie pubescente; capsule strettamente lineari, cilindriche e pubescenti.                                                        |
| Tanaecium Sw., 1788                  | 17                                            | Dal Messico alla Bolivia e Amazzonia                                     | Portamento lianoso con xilema a 4 cunei; foglie a 2 - 3 segmenti con viticci semplici o bifidi o trifidi; infiorescenza su racemi o tirsi; calice cupuliforme, troncato con 5 dentelli; corolla diritta strettamente e lungamente tubulare colorata di bianco, giallo o magenta con superficie villosa; capsule oblungo-cilindriche, convesse e legnose con superficie liscia.                                                                                   |
| Tynanthus Miers, 1863                | 15                                            | Dal Messico alla Bolivia                                                 | Portamento lianoso con xiema a 4 cunei; foglie a 2 - 3 segmenti con viticci trifidi; infiorescenza tirsoide, ascellare con pochi fiori; calice membranoso, cupuliforme subtroncato con 5 dentelli; corolla membranosa, da tubulare a campanulata, bilabiata o con due lobi fusi e colorata di bianco con superficie villosa; capsule lineari, piatte lisce o alate.                                                                                              |
| Xylophragma Sprague, 1903            | 7                                             | Dal Messico alla Bolivia e Paraguay                                      | Portamento lianoso con xilema a 4 cunei; foglie a 2 - 3 - 5 segmenti con viticci semplici; infiorescenza tirsoide ascellare; calice tubulare da troncato a 5 dentelli; corolla diritta, da tubulare a campanulata, a 5 lobi, da membranosa a spessa colorata di magenta o rosa con superficie villosa; capsule ellittiche, piatte, legnose e lisce. |

### Chiave dicotoma analitica
Per meglio comprendere ed individuare i generi della tribù, l'elenco seguente utilizza in parte il sistema delle chiavi analitiche (vengono cioè indicate solamente quelle caratteristiche utili a distingue una entità dall'altra).
- Gruppo 1A: le foglie sono di tipo biternato composto (i viticci non rimpiazzano le divisioni delle foglie);

- Perianthomega.

- Gruppo 1B: le foglie sono formata da 1 a 5 segmenti, sia biternate composte che biternate pennate (spesso alcune divisioni terminali sono rimpiazzati da viticci)

- Gruppo 2A: le foglie sono biternate composte o biternate pennate; la sezione dei ramoscelli è esagonale; i viticci sono trifidi o multifidi;

- Neojobertia.

- Gruppo 2B: le foglie sono formata da 1 a 5 segmenti, e sono sia biternate composte che biternate pennate, la sezione dei ramoscelli è cilindrica, o irregolarmente angolata o tetragonale e i viticci sono semplici o bifidi, OPPURE talvolta le foglie sono formate da 1 - 3 segmenti, la sezione dei ramoscelli è esagonale e i viticci sono trifidi o multifidi, OPPURE talvolta le foglie hanno 2 - 5 segmenti, la sezione dei ramoscelli è cilindrica, o irregolarmente angolata o tetragonale e i viticci sono trifidi o multifidi;

- Gruppo 3A: sia i piccioli delle foglie principali che dei segmenti sono articolati; il calice e il frutto hanno delle ghiandole a forma di vulcano;

- Adenocalymma.

- Gruppo 3B: i piccioli non sono articolati; le ghiandole del calice e dei frutti sono a forma di rotella piatta;

- Gruppo 4A: il midollo dei cauli è vuoto; le foglioline sono provviste di punti trasparenti; la forma dei frutti è lineare e stretta (meno di 1 cm di larghezza);

- Stizophyllum.

- Gruppo 4B: i cauli contengono midollo solido e le foglioline sono prive di punti trasparenti, OPPURE i cauli sono privi di midollo solido e le foglioline hanno punti trasparenti; la forma dei frutti varia da ellittica a lineare e sono larghi almeno 1,5 cm;

- Gruppo 5A: i viticci sono del tipo multifidi con i segmenti finali provvisti di dischi adesivi;

- Manaosella.

- Gruppo 5B: i viticci sono semplici, bifidi, trifidi o multifidi ma senza dischi adesivi OPPURE i viticci sono trifidi e raramente multifidi entrambi sulla stessa pianta e con i segmenti finali provvisti di dischi adesivi;

- Gruppo 6A: la sezione dei piccioli è tetragona; i ramoscelli hanno la sezione tetragona con angoli acuti e sono alati; la forma delle foglie è biternata composta oppure biternata pennata;

- Pleonotoma.

- Gruppo 6B: la sezione dei piccioli è cilindrica; i ramoscelli hanno la sezione cilindrica, tetragona o esagona senza angoli, oppure con angoli ma questi non sono alati; la forma delle foglie è con 1 - 5 segmenti, OPPURE se le foglie sono biternate composte allora i ramoscelli hanno una sezione cilindrica;

- Gruppo 7A: la sezione dei cauli presenta un xilema con cunei multipli di quattro oppure con sezioni multilobate;

- Gruppo 8A: il xilema si presenta con sezioni multilobate; i viticci sono trifidi e uncinati; i frutti sono da incompleti a completi in 4 parti;

- Dolichandra.

- Gruppo 8B: la sezione dei cauli presenta uno xilema con cunei multipli di quattro; i viticci sono semplici, bifidi, trifidi o multifidi con terminali non uncinati; i frutti sono divisi in due parti;

- Gruppo 9A: la crescita iniziale è caratterizzata da un certo dimorfismo rispetto all'età adulta; i viticci terminano con dei dischi adesivi; la consistenza della corolla è coriacea; la forma dei frutti è ellittica con valve legnose; i semi sono pubescenti o papillosi;

- Amphilophium.

- Gruppo 9B: la pianta giovanile è simile a quella adulta (è dimorfa solamente in una specie del genere Mansoa); i viticci sono privi dei dischi adesivi;  la consistenza della corolla è membranosa; la forma dei frutti è lineare o ellittica con valve legnose o coriacee; i semi sono glabri e lisci;

- Gruppo 10A: le bratteole dei boccioli ascellari sono fogliacee o sono piccole e a forma triangolare; i viticci sono semplici, trifidi o multifidi; il calice ha una consistenza coriacea; i semi sono alati e opachi;

- Bignonia.

- Gruppo 10B: le bratteole dei boccioli ascellari sono triangolari e piccole, con forme ellittiche e a consistenza fogliacea; i viticci sono semplici o trifidi; la consistenza del calice è coriacea o membranosa; i semi sono alati e opachi, ialini oppure non hanno nessuno dei caratteri descritti sopra;

- Gruppo 11A: i ramoscelli hanno delle sezioni cilindriche che in seguito si trasformano in forme da angolose a coste; le foglie odorano fortemente di aglio; il colore della corolla è magenta; l'ovario è glabro o villoso; lo strato esterno protettivo del polline, l'esina, è alveolato; i frutti sono legnosi con evidenti nervature centrali; il calice è caduco;

- Mansôa.

- Gruppo 11B: i ramoscelli hanno delle sezioni cilindriche e la superficie liscia; le foglie non odorano di aglio; il colore della corolla è rosso, arancio, giallo o crema; l'ovario ha delle zone squamose; lo strato esterno protettivo del polline, l'esina, è reticolato; la consistenza dei frutti è coriacea senza protuberanze; il calice è persistente;

- Anemopaegma: la sezione dei ramoscelli è cilindrica; le bratteole dei boccioli ascellari hanno forme ellittiche a consistenza fogliacea oppure sono piccole e triangolari ricoperte di ghiandole; le foglioline sono prive di punti trasparenti; le infiorescenze sono formate da racemi, cime o tirsi; la corolla ha la forma di un imbuto ed è colorata di bianco, giallo o rosso, la superficie è ricoperta di ghiandole e i lobi sono embricati; gli stami sono inclusi nella corolla; gli ovuli sono multipli per ogni placenta; i frutti hanno delle forme ellittiche e sono stipitati.
- Pyrostegia: i ramoscelli hanno delle sezioni esagonali; le bratteole dei boccioli ascellari hanno forme piccole e triangolari e sono prive di ghiandole; le foglioline sono ricoperte di punti trasparenti; le infiorescenze sono formate da corimbi; la forma della corolla è strettamente tubulare ed è colorata di arancio o bianco, la superficie è priva di ghiandole, i lobi sono embricati solo in parte; gli stami sono in vista; gli ovuli sono disposti in due serie per ogni placenta; i frutti hanno delle forme lineari e sono privi di apici.

- Gruppo 7B: la sezione dei cauli presenta un xilema con quattro cunei;

- Gruppo 12A: il calice è spatiforme e spugnoso;

- Callichlamys.

- Gruppo 12B: la forma del calice è cupulare, urceolato o tubulare con 2 - 5 lobi, troncato o spatiforme, da membranoso a coriaceo ma non spugnoso;

- Gruppo 13A: i ramoscelli sono provvisti di una cresta anulare circondante i piccioli delle foglie; il calice ha delle forme irregolari con 3 - 4 lobi;

- Matinella.

- Gruppo 13B: i ramoscelli sono privi di creste anulari; il calice è bilabiato con 5 lobi, troncato o spatiforme;

- Gruppo 14A: i ramoscelli più vecchi si presentano con l'epidermide cartacea secca, tipo corteccia; la superficie del calice è percorsa da ghiandole disposte linearmente;

- Pachyptera.

- Gruppo 14B:  i ramoscelli più vecchi sono lisci senza corteccia; il calice è privo di ghiandole, oppure se presenti si trovano raggruppate sui margini dei lobi;

- Gruppo 15A: il calice è bilabiato; le bratteole dei boccioli ascellari hanno forme subulate;

- Tanaecium.

- Gruppo 15B: il calice è troncato, bilabiato, a 5 parti, spatiforme o cupuliforme; le bratteole dei boccioli ascellari hanno forme triangolari minute e a consistenza fogliacea;

- Gruppo 16A: le bratteole dei boccioli ascellari sono fogliacee o hanno forme triangolari minute, con o senza ghiandole; le foglie odorano di spezie; la corolla è più corta di 2 cm, ed è fortemente bilabiata;

- Tynanthus.

- Gruppo 16B:  le bratteole dei boccioli ascellari hanno forme triangolari minute e sono prive di ghiandole; le foglie non odorano di spezie; la corolla è più lunga di 4 cm, e non è bilabiata;

- Gruppo 17A: il calice è troncato con 5 corti lobi e senza ghiandole; l'ovario, le antere o lo stigma sono pubescenti; il disco nettarifero è assente;

- Lundia.

- Gruppo 17B: il calice è troncato o con 5 profonde divisioni ed è provvisto di ghiandole; l'ovario (con squame), le antere e lo stigma sono glabri; il disco nettarifero è presente;

- Gruppo 18A: ogni placenta contiene due serie di ovuli; le teche delle antere sono incurvate in avanti: le valve dei frutti sono divise da due nervi mediani longitudinali;

- Cuspidaria.

- Gruppo 18B: ogni placenta contiene una serie di ovuli o una serie multipla di ovuli; le teche delle antere sono diritte OPPURE le teche sono incurvate in avanti e ogni placenta ha una serie di ovuli; le valve dei frutti sono prive di creste;

- Fridericia: ogni placenta ha una sola serie di ovuli.
- Xylophragma: ogni placenta ha delle serie multiple di ovuli.

### Sinonimi e nomi obsoleti
La circoscrizione della tribù con le nuove ricerche filogenetiche è stata notevolmente ridotta nel numero dei generi (da 45 a 21). La tabella seguente evidenzia i generi ritenuti validi solo pochi anni fa, le cui specie ora sono confluite in altri gruppi.
| Genere attualmente valido | Generi sinonimi |
| ------------------------- | --- |
| Adenocalymma              | Memora Miers, 1863 |
| Amphilophium              | Distictella Kuntze, 1903 Distictis Mart. ex Meisn., 1840 Glaziovia Bureau, 1868 Haplolophium Cham., 1832 Pithecoctenium Mart. ex Meisn., 1840                                                                       |
| Bignonia                  | Clytostoma Miers ex Bureau, 1868 Cydista Miers, 1863 Macranthisiphon Bureau ex K. Schum., 1894 Mussatia Bureau ex Baill., 1888 Phryganocydia Mart. ex Bureau, 1872 Potamoganos Sandwith, 1937 Saritaea Dugand, 1945 |
| Dolichandra               | Macfadyena DC., 1845 Melloa Bureau, 1868 Parabignonia Bureau ex K. Schum., 1894 Roentgenia Urb., 1916 |
| Fridericia                | Arrabidaea DC., 1838 Piriadacus Pichon, 1946 |
| Neojobertia               | Gardnerodoxa Sandwith, 1955 |
| Tanaecium                 | Ceratophytum Pittier, 1928 Leucocalantha Barb. Rodr., 1891 Paragonia Bureau, 1872 Periarrabidaea A. Samp., 1934 Pseudocatalpa A.H. Gentry, 1973 Spathicalyx J.C. Gomes, 1956                                        |

## Alcune specie

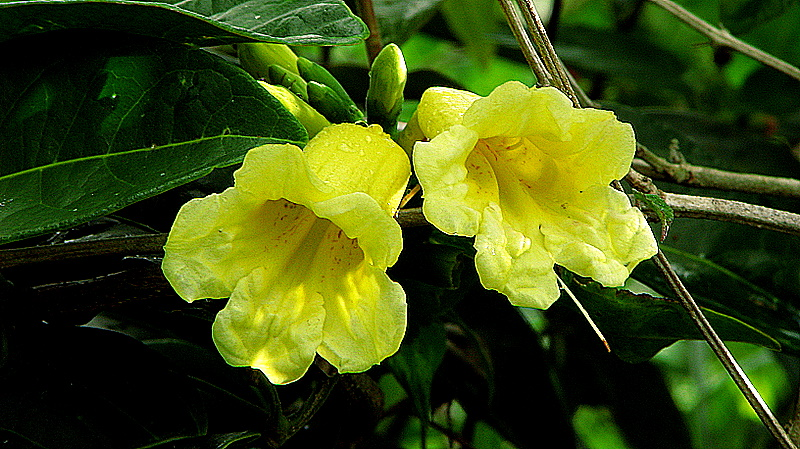
Adenocalymma coriaceum
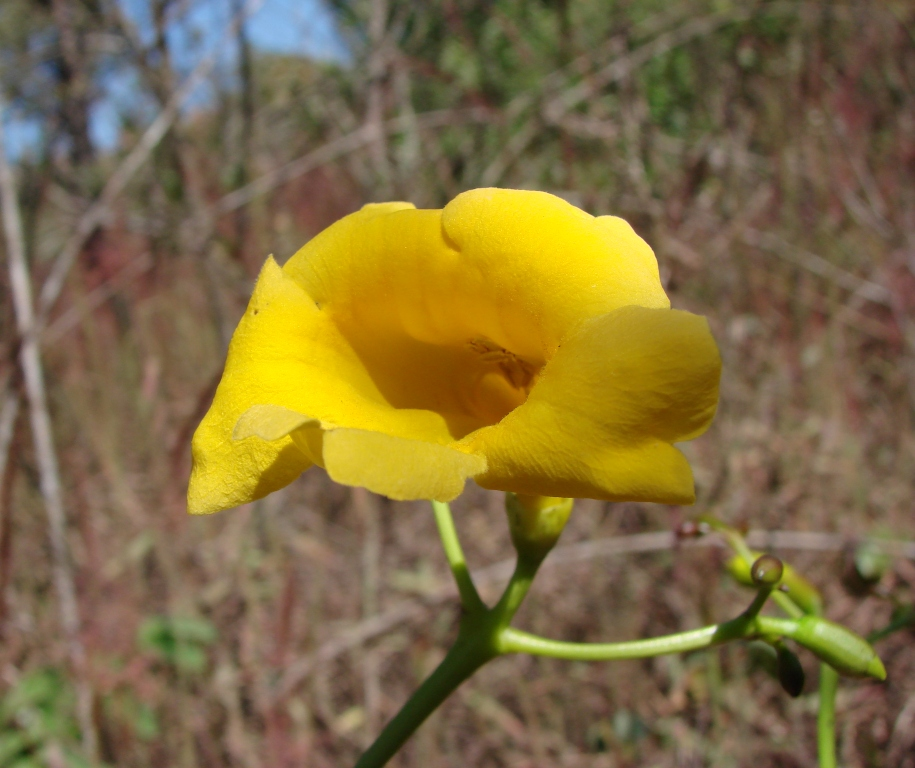
Adenocalymma peregrinum
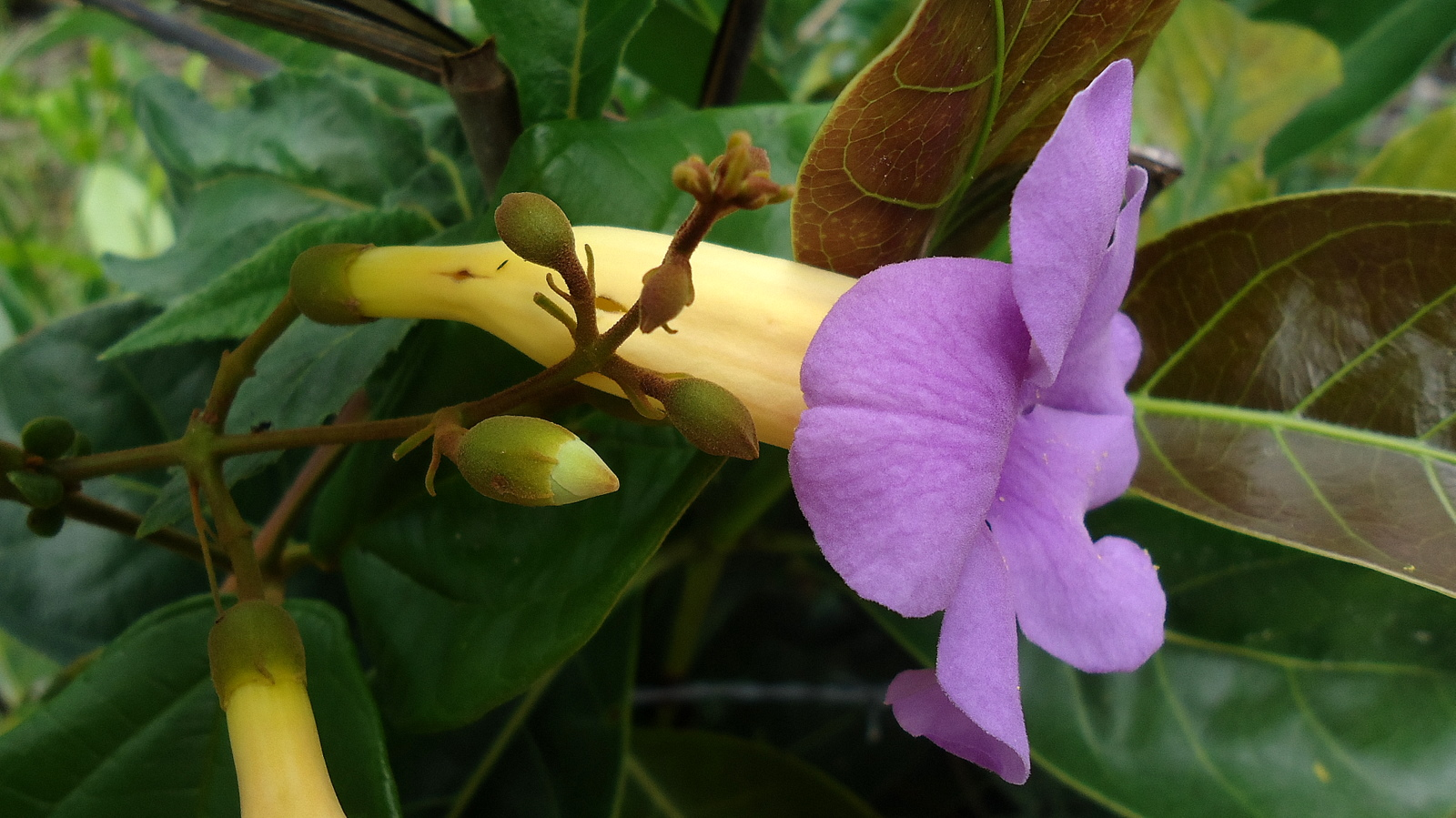
Amphilophium scabriusculum
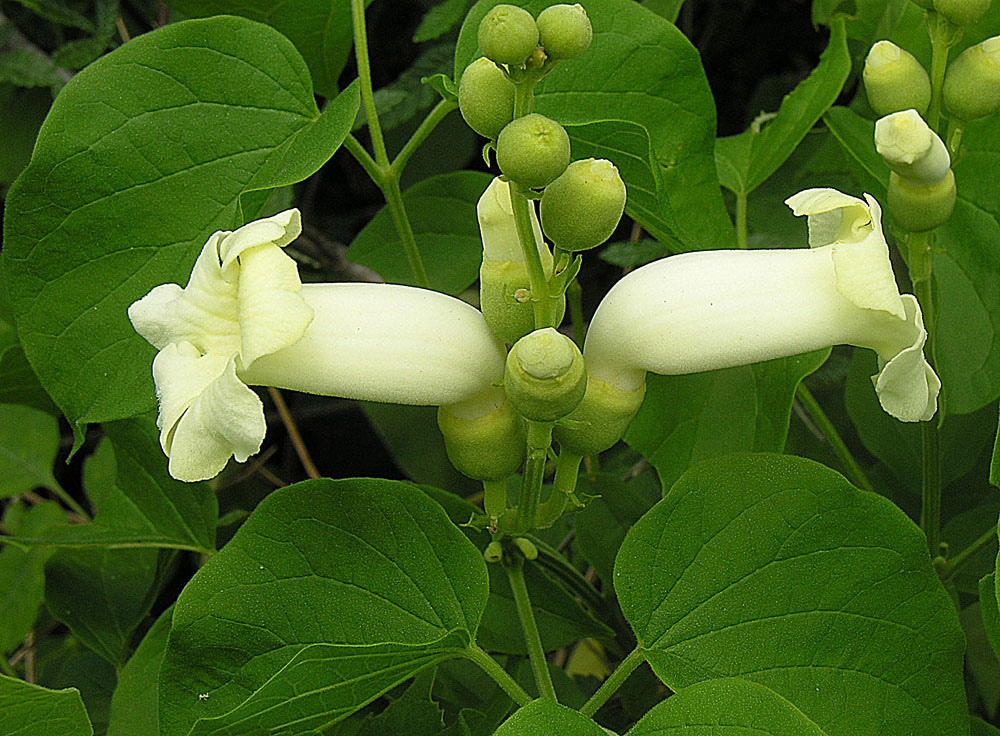
Amphilophium crucigerum
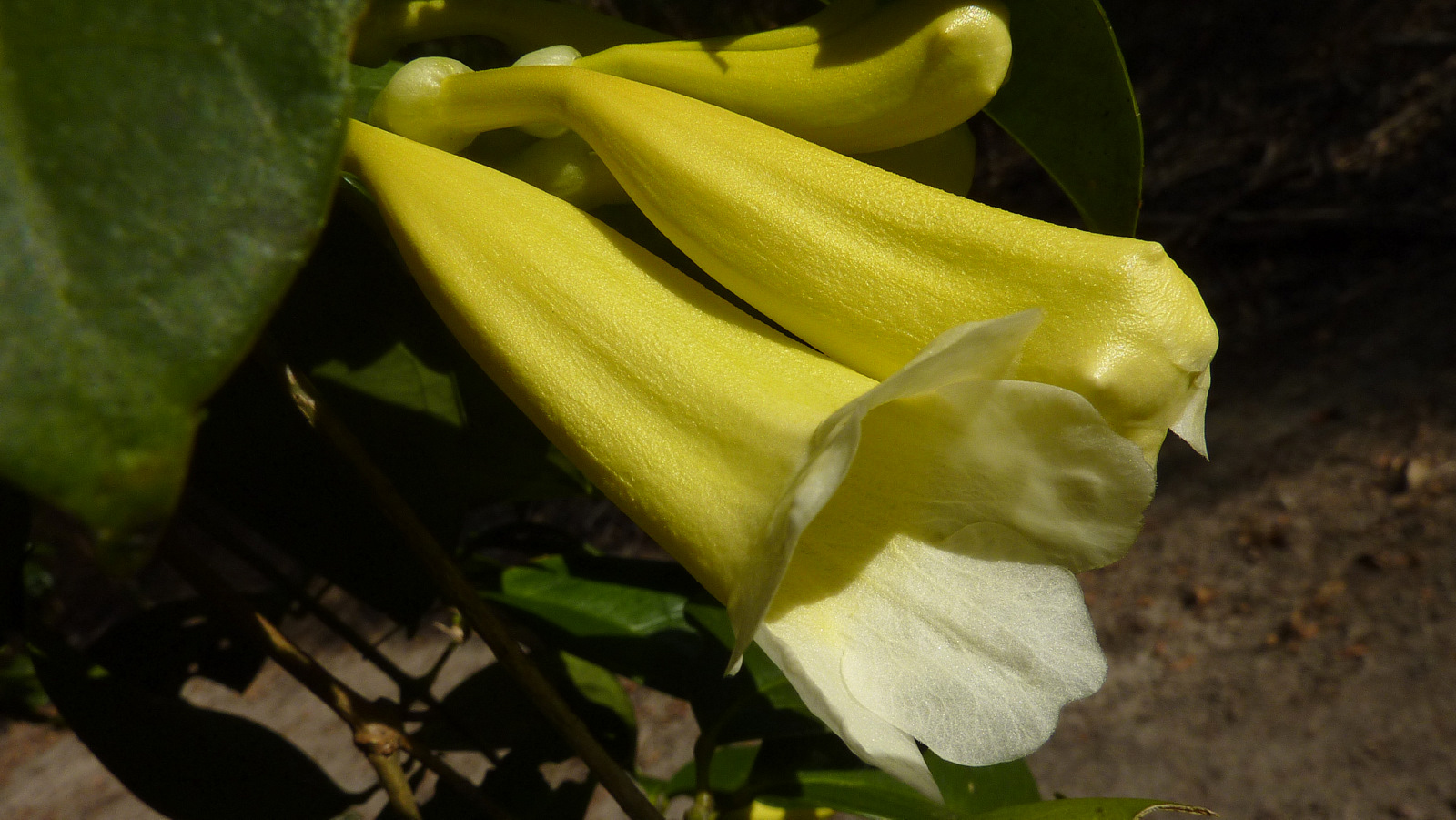
Anemopaegma citrinum
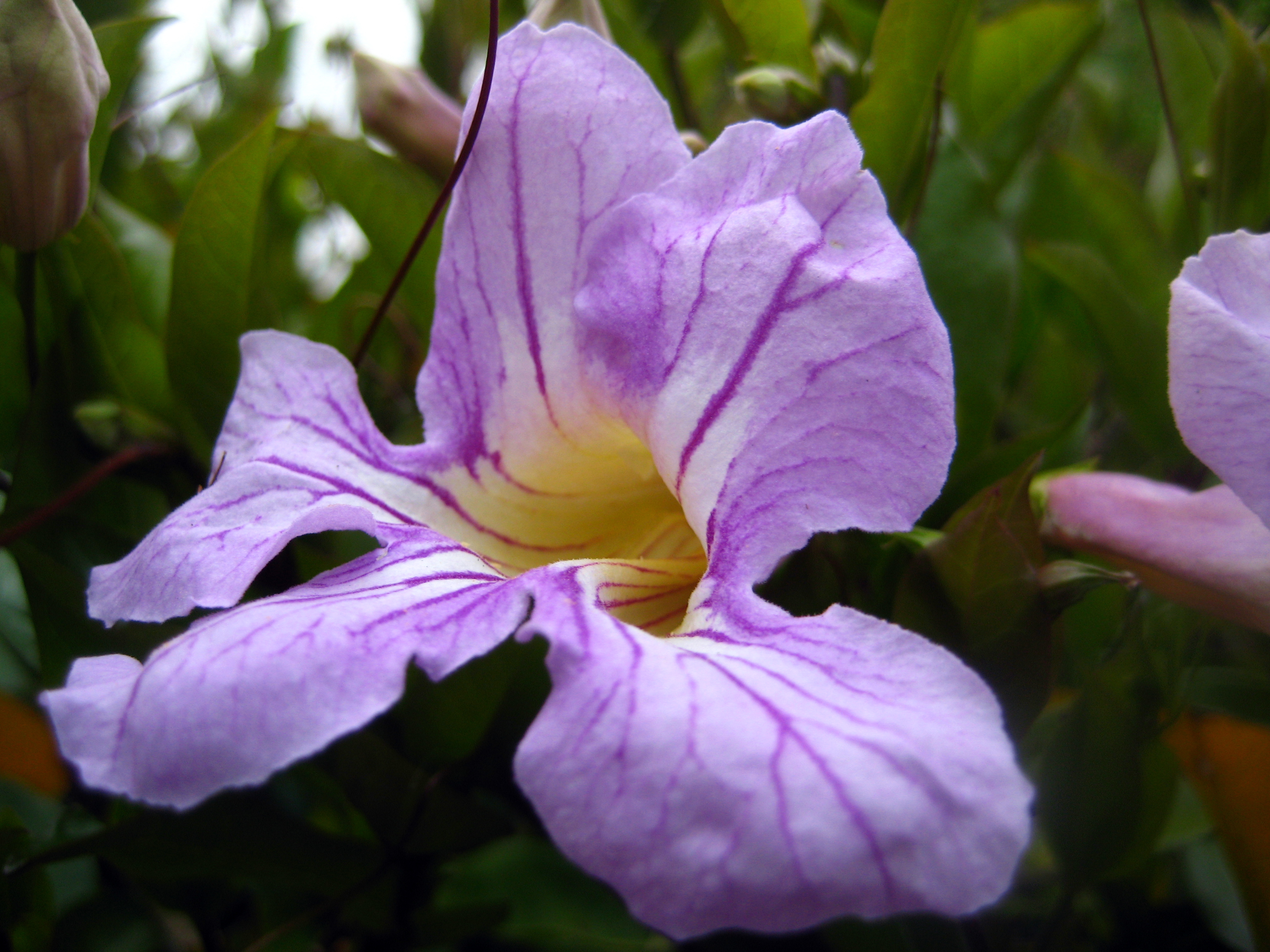
Bignonia callistegioides
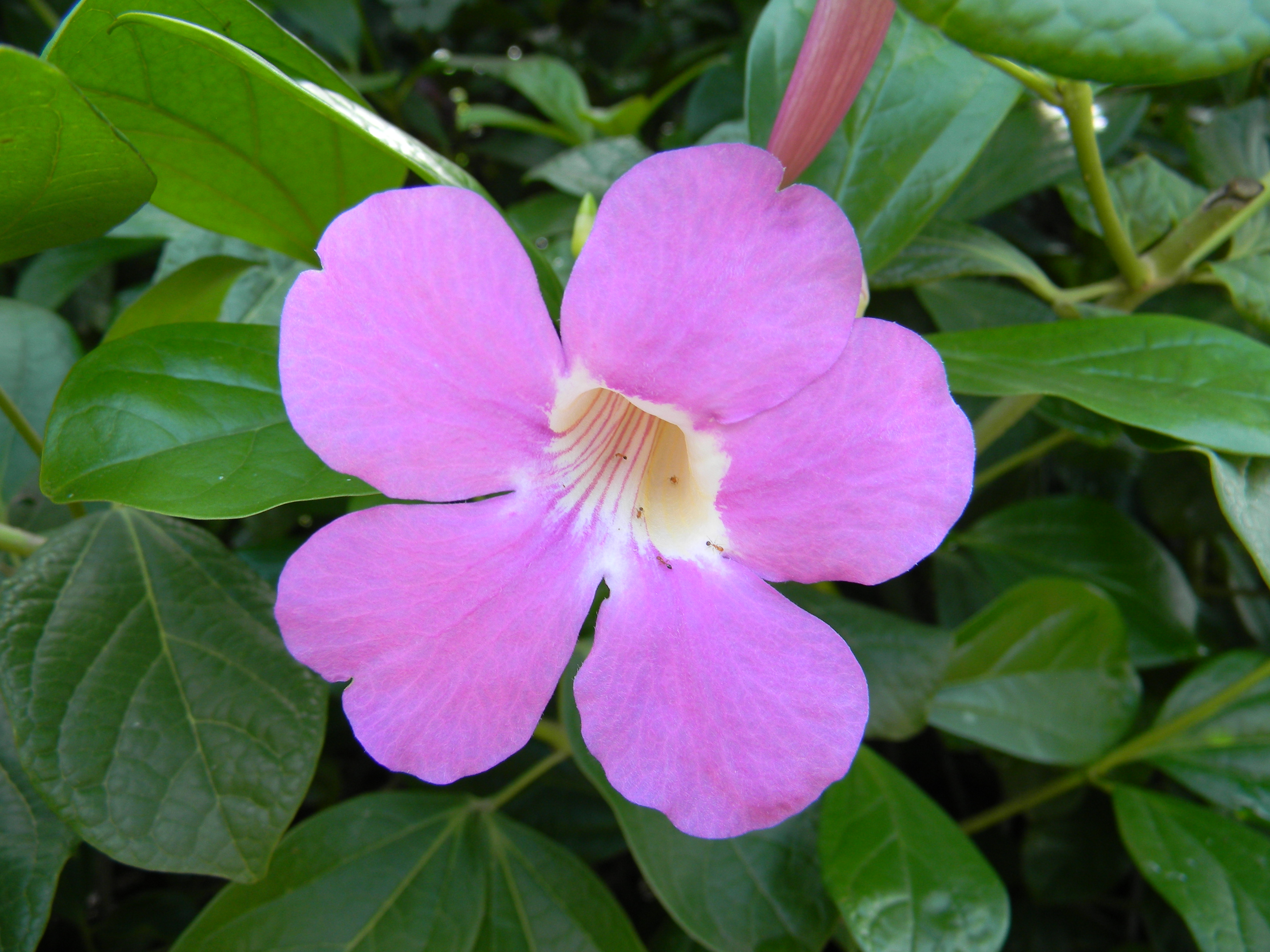
Bignonia magnifica
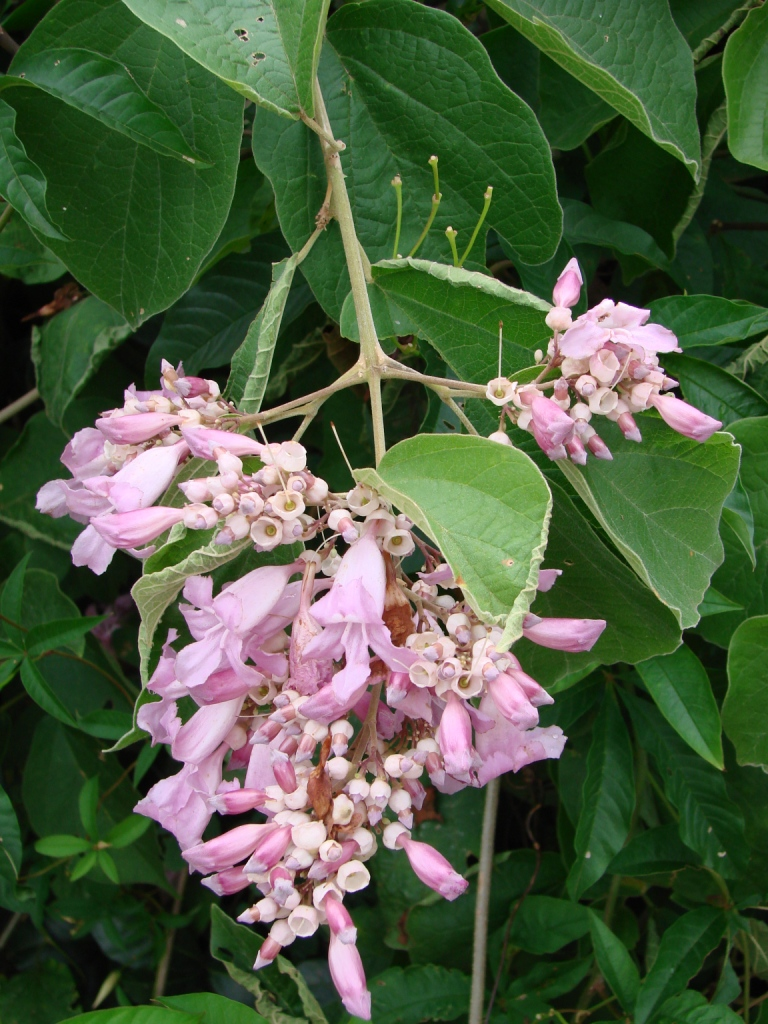
Cuspidaria floribunda
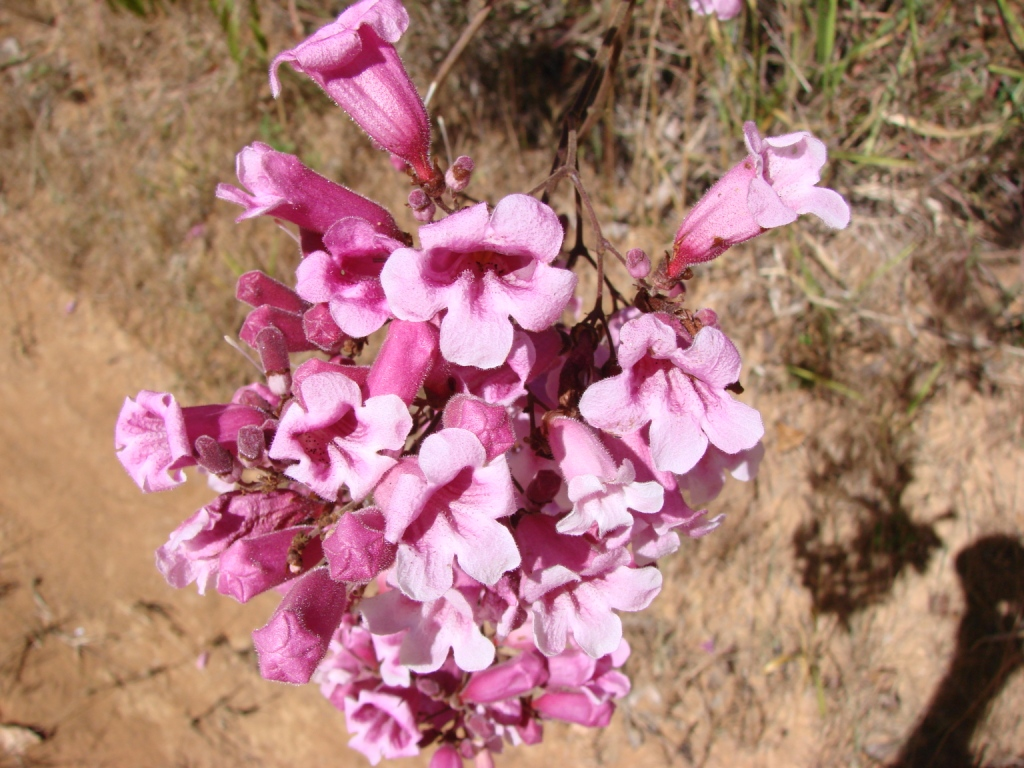
Cuspidaria pulchra
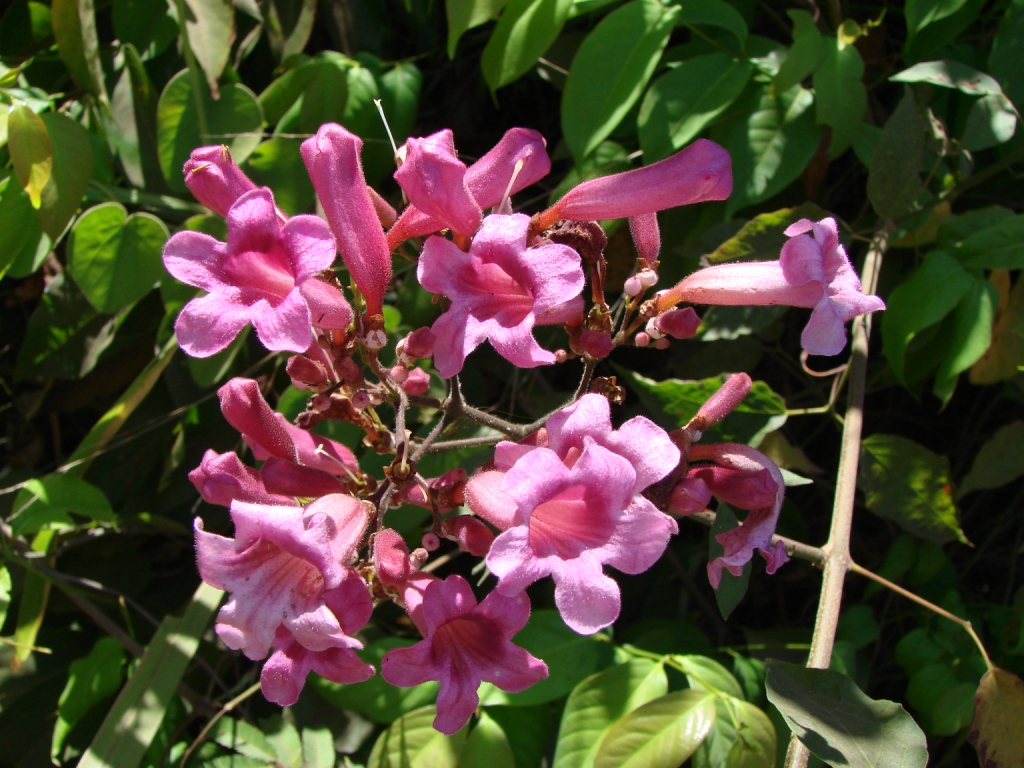
Fridericia chica
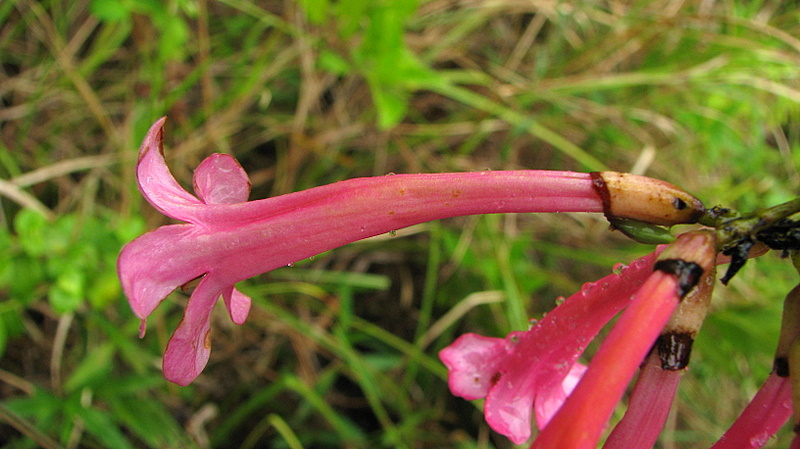
Lundia cordata
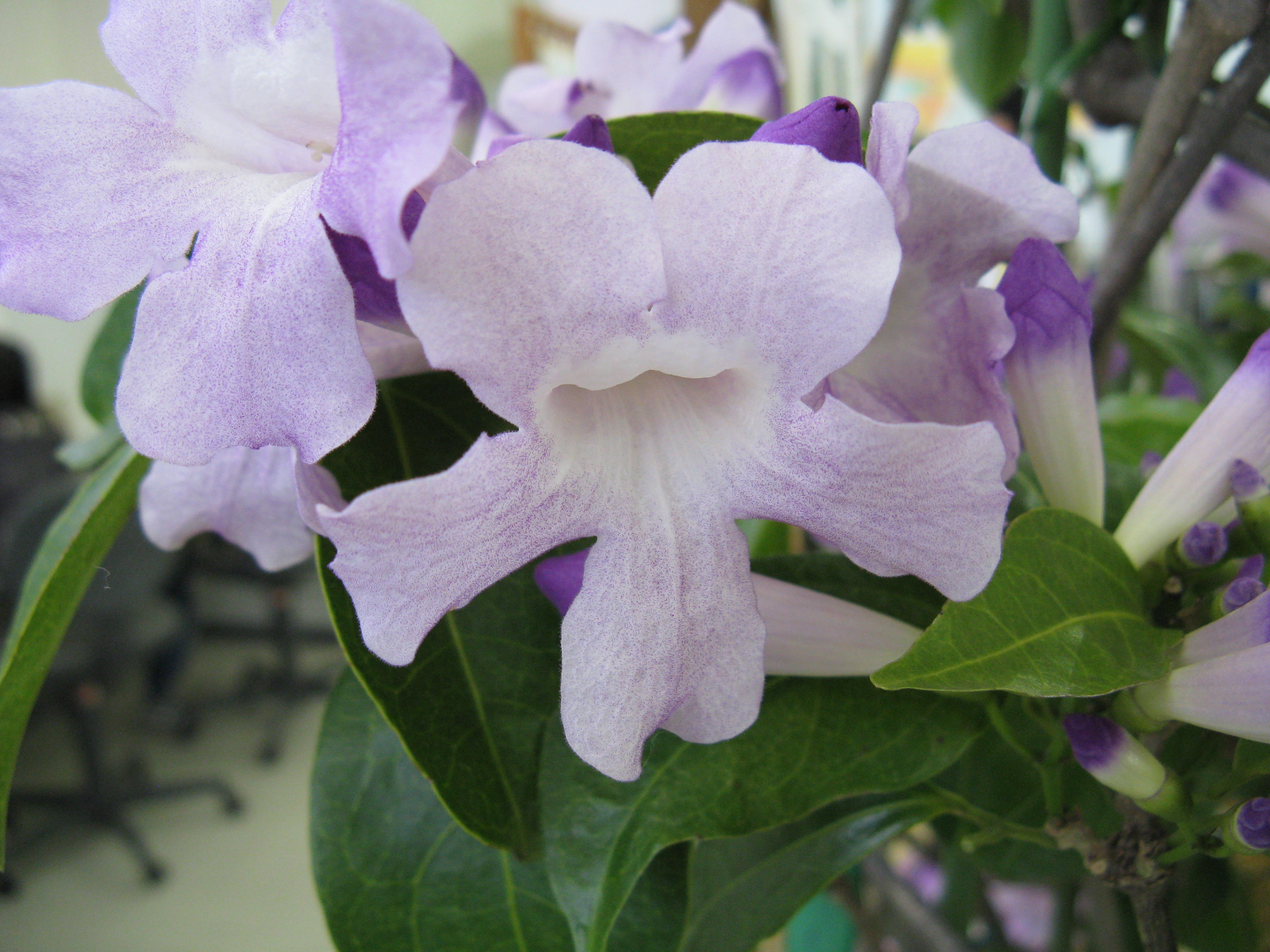
Mansoa alliacea
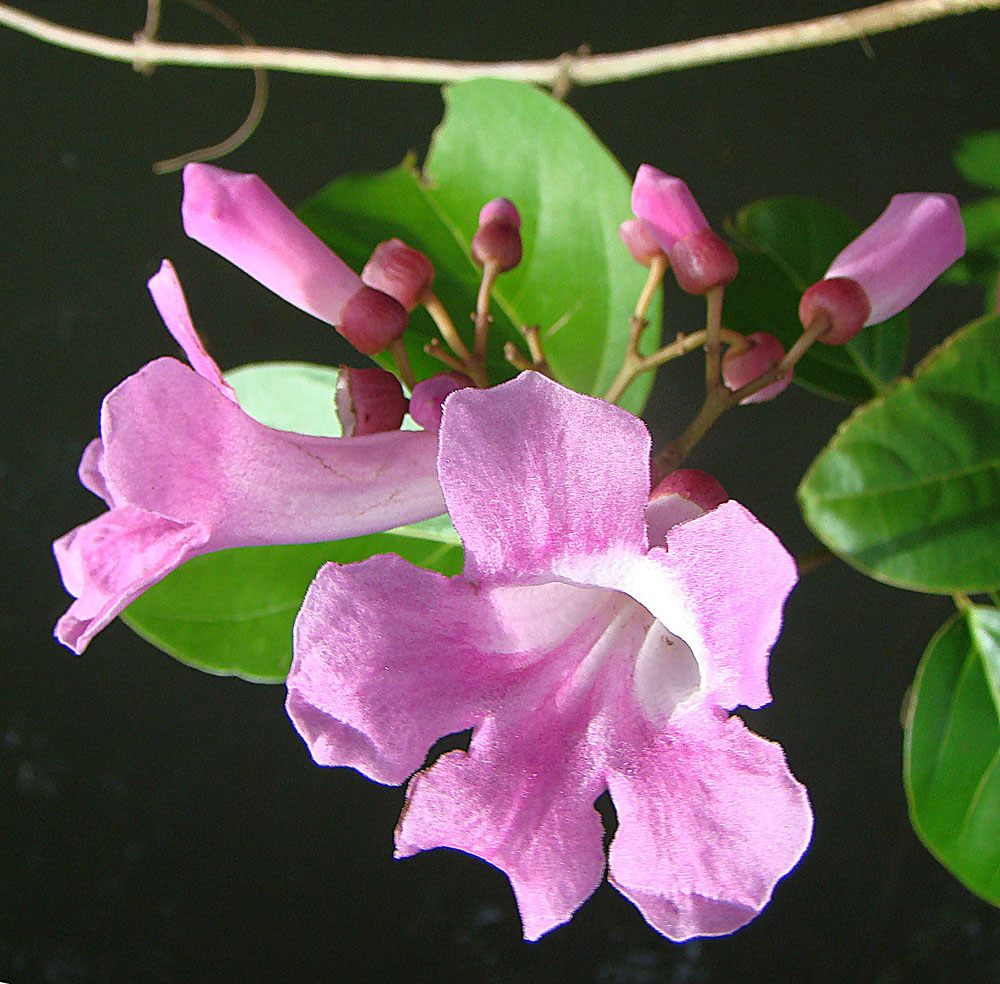
Mansoa hymenaea
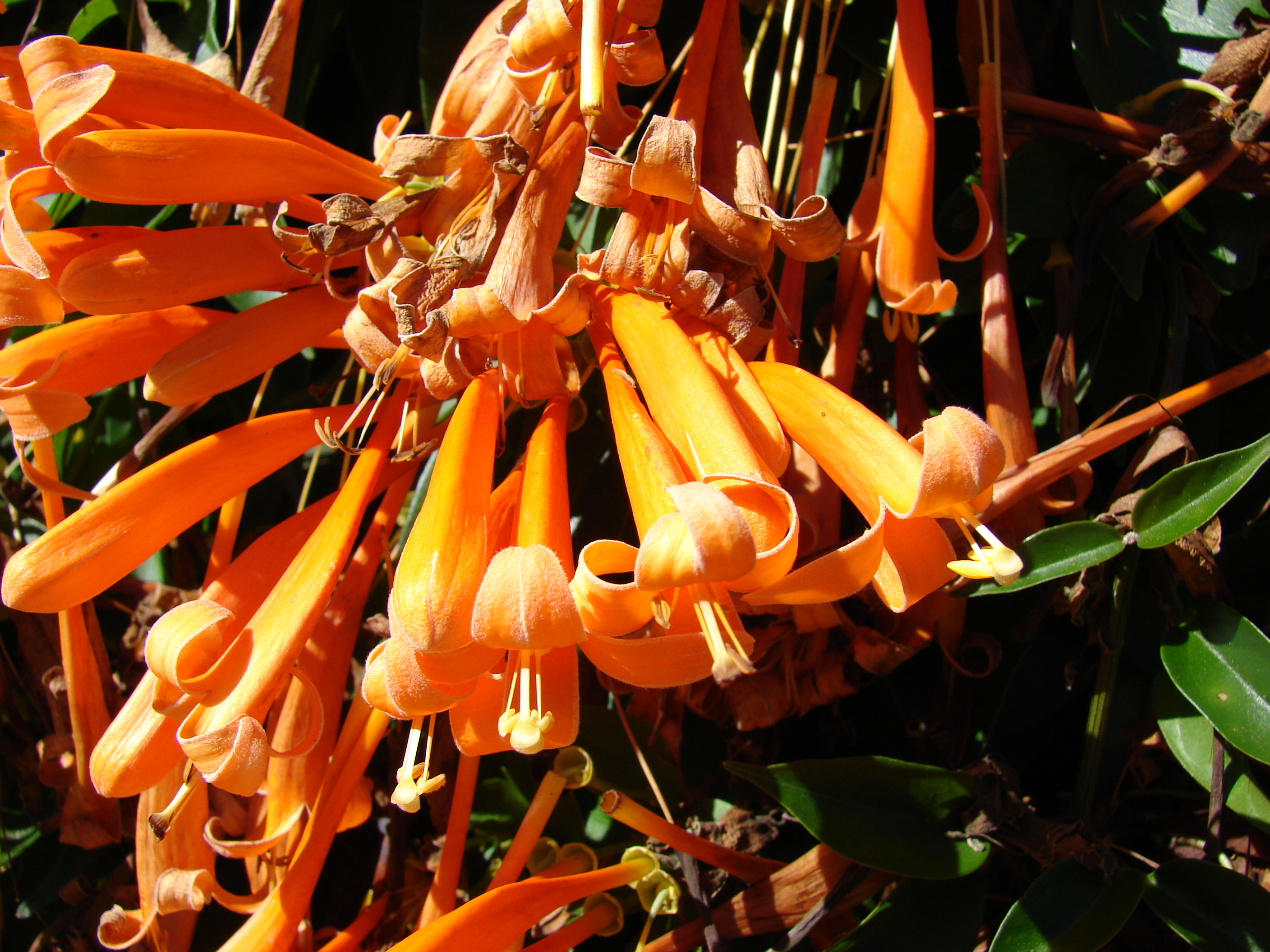
Pyrostegia venusta
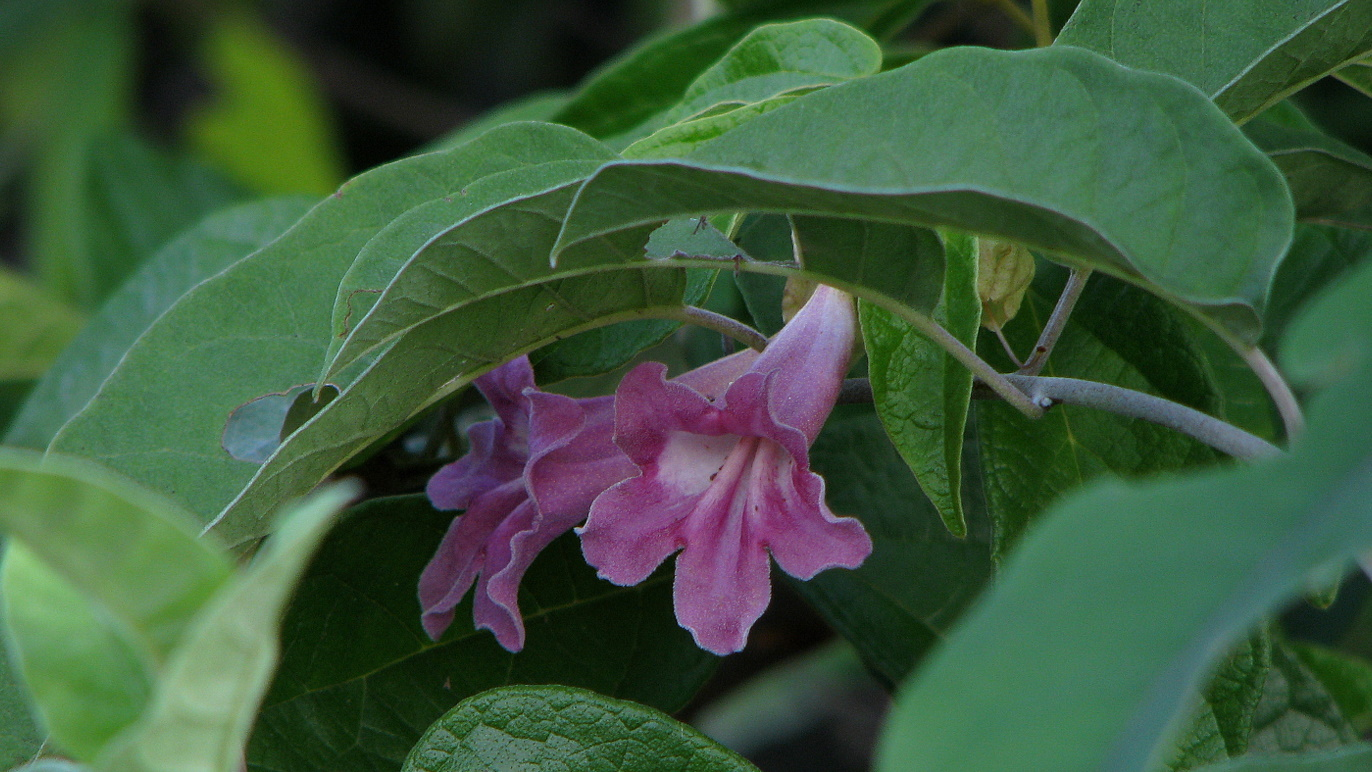
Stizophyllum riparium
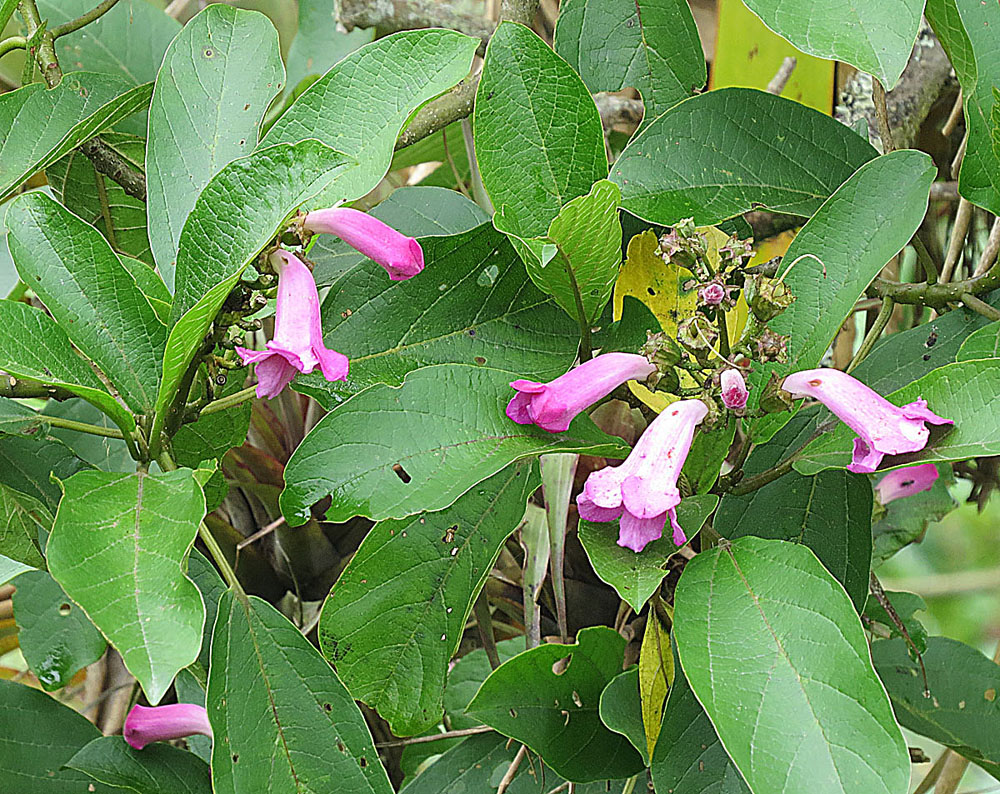
Tanaecium pyramidatum